# Archie Carr
Pour les articles homonymes, voir Carr.
Archie Carr (ou Archibald Fairly Carr, Jr.) est un herpétologiste américain, né le 16 juin 1909 à Mobile (Alabama) et mort le 21 mai 1987 à Micanopy (Floride).

## Biographie
Fils d'un pasteur presbytérien, il grandit à Mobile, en Alabama, à Fort Worth, au Texas et à Savannah, en Géorgie. Son père lui donne l’amour de la nature et le jeune Carr élève très tôt des reptiles. Après des études au Davidson College en Caroline du Nord, puis au Rollins College de Winter Park (Floride), il entre à l’université d'État de Floride où il obtient son Bachelor of Sciences (1932), son Master of Sciences (1934) et son Ph. D. (1937). Il y étudie la zoologie sous la direction du limnologiste James Speed Rogers (1892-1955) et se spécialise en herpétologie, sa thèse est la première étude de l’herpétofaune de Floride.
Carr devient membre de l’université de Floride (1937) et passe ses sept premiers été à compléter ses études à l’université Harvard auprès de Thomas Barbour (1884-1946).
Il se consacrera essentiellement à l’étude des tortues et deviendra l’un des meilleurs spécialistes des tortues marines, notamment de leurs migrations. Il écrit de nombreux livres et articles, parmi ceux-ci Ulendo: Travels of a Naturalist in and out of Africa, High Jungles and Low, So Excellent a Fishe (sur ses tortues vertes), The Windward Road et plusieurs livres pour les collections de Time Life (en) comme The Everglades et The Reptiles. Il est également l’auteur d’Handbook of Turtles et a cosigné avec Coleman J. Goin (1911-1986), Guide to the Reptiles, Amphibians and Freshwater Fishes of Florida. Très sérieux dans ses descriptions scientifiques, il possédait un grand sens de l’humour, qui le conduit à faire paraître une parodie de clés de détermination, A Subjective Key to the Fishes of Alachua County, Florida, surnommé le Clé de Carr.
Carr devient une véritable légende au sein de l’université de Floride et ses stages sur le terrain sont suivis par de très nombreux étudiants.
Carr était également célèbre pour ses efforts pour protéger la faune, notamment les tortues de mer. Sa femme Marjorie, avocate dans le domaine de l’environnement, le soutenait activement dans ses activités. Le couple sont à l’origine de la création du Florida Defenders of the Environment. L’action de Carr en faveur de l’environnement lui vaut la médaille d’or du World Wildlife Fund (1973) et le prix Borland par la Société nationale Audubon (1984). En reconnaissance de la valeur de son activité scientifique, l’université Tulane lui attribue un titre de docteur des sciences honoraire (1985). Il reçoit la médaille Daniel Giraud Elliot attribué par la National Academy of Sciences en 1952.

## Liste partielle des publications
- 1940 : avec Thomas Barbour, Antillean terrapins (Cambridge).
- 1940 : A contribution to the herpetology of Florida (University of Florida, Gainesville).
- 1952 : Handbook of turtles; the turtles of the United States, Canada, and Baja California (Comstock Pub. Associates, Ithaca) – réédité en 1995.
- 1953 : High jungles and low (University of Florida Press, Gainesville).
- 1955 : avec Coleman Jett Goin (1911-1986) Guide to the reptiles, amphibians, and fresh-water fishes of Florida (University of Florida Press, Gainesville) – réédité en 1959.
- 1955 (ou 1956) : The windward road; adventures of a naturalist on remote Caribbean shores (Knopf, New York) – réédité en 1979 par l’University Presses of Florida (Tallahassee).
- 1963 : The reptiles (The Time, New York) – réédité en 1967, en 1977, en 1980.
- 1964 : The land and wildlife of Africa (The Time, New York).
- 1964 : Ulendo; travels of a naturalist in and out of Africa (Knopf, New York) – réédité en 1993 par l’University of Florida (Gainesville).
- 1967 : So excellent a fishe; a natural history of sea turtles (Natural History Press, Garden City, N.Y. – Cassell, Londres) – réédité en 1984 par Scribner’s (New York).
- 1970 : avec Harold Hirth,  The green turtle in the Gulf of Aden and the Seychelles Islands (North-Holland Pub.  Co., Amsterdam).
- 1973 : The Everglades (The Time, New York).
- 1986 : The sea turtle : so excellent a fishe (University of Texas Press, Austin).
- 1992 : High jungles and low (University of Florida, Gainesville).
- 1994 : A Naturalist in Florida: a celebration of Eden (Yale University Press, New Haven)  (ISBN 0-300-05589-7) – édité par Marjorie Harris Carr et préfacé par Edward Osborne Wilson (1929-).